# Petrosia solida
Petrosia solida är en svampdjursart som beskrevs av Kazuo Hoshino 1981. Petrosia solida ingår i släktet Petrosia och familjen Petrosiidae. Inga underarter finns listade i Catalogue of Life.